# Michael Kohlhaas
Michael Kohlhaas è un racconto dello scrittore tedesco Heinrich von Kleist, pubblicato in una prima versione parziale nel 1808 all'interno della rivista Phöbus, ed in versione definitiva nel 1810 nel primo volume degli Erzählungen (Racconti). Ispirato ad un episodio storico avvenuto nel sedicesimo secolo, narra la risoluta lotta per ottenere giustizia di un commerciante di cavalli vittima di un sopruso da parte di un signorotto locale.

## Trama
Il commerciante di cavalli brandeburghese Michael Kohlhaas recandosi alla fiera di Lipsia per vendere alcuni esemplari pregiati ha la sgradita sorpresa di trovarsi la strada sbarrata. Il nuovo padrone delle terre sassoni oltre l'Elba, lo junker Wenzel von Tronka, ha deciso di imporre un balzello per il transito, e con la scusa della mancanza di un improbabile lasciapassare gli trattiene due morelli come pegno. Conclusi i suoi affari e avuto conferma dell'inesistenza di quel permesso, al suo ritorno il commerciante ritrova i suoi cavalli in condizioni pietose, e alla sua richiesta di spiegazioni viene trattato in modo arrogante, decidendo quindi di non rientrarne in possesso e di chiedere giustizia per il sopruso subito. Ritrovato il servitore fidato che aveva lasciato con i cavalli trova per sua voce conferma di quanto sospettava, ovvero che l'intenzione era stata dall'inizio quella di sequestrarglieli per farne uso nei campi per l'imminente raccolto.
I suoi sforzi di trovare giustizia per vie legali si infrangono però contro un muro di connivenze e coperture messe in atto dai parenti dello junker, occupanti alcune delle massime cariche pubbliche. Anche il tentativo di sua moglie di portare una supplica direttamente nelle mani del sovrano tedesco finisce nel peggiore dei modi, la donna per un equivoco viene respinta malamente e ne rimane uccisa. A questo punto nulla può più fermare il desiderio di giustizia di Kohlhaas. Inviata un'ingiunzione perentoria allo junker, allo scadere dei termini assale il castello uccidendo chiunque gli si oppone, non riuscendo però a mettere le mani sul von Tronka, che riesce a sfuggire precipitosamente alla cattura. Nel suo inseguimento Kohlhaas comincia a raccogliere tra le sue file sbandati e persone in cerca di fortuna, formando un drappello in armi con cui semina il terrore a Wittenberg, dove lo junker si è rifugiato, per poi dirigersi dopo alcuni scontri vittoriosi verso Lipsia, credendo di trovarvi l'obiettivo della sua vendetta. Un messaggio di Lutero che condanna aspramente i suoi atti spinge il ribelle a un ripensamento, ed incontrato in segreto il religioso a cui lui e la moglie erano devoti chiede che il suo caso venga giudicato finalmente in modo obiettivo, ottenendo un salvacondotto in questo senso.
Avuto conferma dell'accoglienza del suo ricorso e dell'intercessione di Lutero presso le autorità sassoni, Kohlhaas congeda il drappello di rivoltosi al suo seguito e si reca a Dresda per seguire il corso del procedimento giudiziario, e qui viene messo sotto scorta dalle autorità. Dopo varie ricerche i cavalli vengono rintracciati, ma ne deriva un incidente che mette in cattiva luce la causa del brandeburghese, e a peggiorare le cose un suo luogotenente, Johann Nagelschmidt, riprende le scorribande per propri fini, cercando di usare il nome di Kohlhaas per garantirsi l'appoggio popolare. La permanenza in città diventa di fatto una prigionia, e sentendosi tradito il commerciante decide di tentare la fuga accogliendo un'offerta d'aiuto di Nagelschmidt, che però si rivela una trappola delle autorità, e per lui è inevitabile la condanna alla pena capitale.
Il destino ha però altre sorprese in serbo, venuto finalmente a conoscenza della vicenda l'elettore del Brandeburgo ne reclama il giudizio presso il tribunale imperiale, e nel trasferimento verso Berlino Kohlhaas si ritrova a pernottare vicino all'accampamento del principe sassone impegnato in una battuta di caccia. La curiosità spinge il principe ad incontrare quell'uomo fonte di tante preoccupazioni, mantenendo celata la propria identità. Ma ascoltando la singolare storia di come Kohlhaas fosse venuto in possesso di un foglietto sigillato da una zingara in una fiera, evento che sembra coinvolgerlo marginalmente, l'importante personaggio ha un collasso quasi fatale. Appena ripresosi, il principe sassone cerca in ogni modo di appropriarsi di quel documento, e per guadagnare tempo modifica radicalmente la propria linea d'accusa nel processo intentato al brandeburghese, chiedendone la sospensione senza successo. Al proprio ciambellano, sconcertato da questo voltafaccia, rivela infine la storia dietro al foglietto ed il suo contenuto: la predizione sulla caduta della propria casata, avvalorata da un'altra profezia avveratasi in quell'occasione. Il servitore mette allora in atto un espediente per sottrarre il documento al recluso, inviando una falsa zingara che si rivela però la vera autrice delle profezie, la quale mette in guardia Kohlhaas sulle mire dell'elettore sassone, consigliandogli dapprima di usare quelle informazioni per salvarsi, ma in seguito ai suoi dubbi lo lascia libero di decidere secondo coscienza. Alla conclusione del processo la condanna a morte è confermata, ma il desiderio di giustizia dell'uomo è soddisfatto, poiché anche il suo avversario è condannato per il trattamento a lui inflitto, e può quindi avviarsi senza rimpianti al patibolo. Qui Michael Kohlhaas può togliersi anche l'ultima soddisfazione: venuto a sapere della presenza tra il pubblico del principe sassone e della sua intenzione di sottrargli il foglietto dopo la sua morte, lo ingoia davanti ai suoi occhi, distruggendolo.

## Le basi storiche e letterarie
Il racconto trae origine da eventi realmente accaduti tra il 1532 e il 1540 in Germania, di cui Kleist venne a conoscenza attraverso alcune opere precedenti, in particolare Nachricht von Hans Kohlhasen del cronista berlinese Peter Haffitz. Rispetto alla fonte storica, da cui riprese sostanzialmente tutti gli eventi principali, lo scrittore apportò alcuni cambiamenti significativi, tra cui il nome del protagonista, non più Hans ma Michael (come l'arcangelo portatore di spada che nella Bibbia si fa esecutore della volontà divina), e la sua professione.

## Influenza culturale ed opere derivate
Il racconto, come quasi tutta la produzione di Kleist, ottenne inizialmente scarso riscontro, per venire rivalutato solo anni dopo la sua morte, esercitando una notevole influenza sugli scrittori di lingua tedesca. Tra gli altri espressero la loro ammirazione per l'opera Thomas Mann, Franz Kafka ed Hermann Hesse.
Nei Fratelli Oppermann, romanzo antinazista scritto in esilio nel 1933 da Lion Feuchtwanger, Berthold Oppermann, uno studente liceale vessato da un insegnante nazionalsocialista il quale pretende che il giovane faccia un'umiliante ritrattazione pubblica delle sue idee avverse al nazismo, incurante degli inviti di parenti e amici a ubbidire per timore di conseguenze peggiori, decide di uccidersi anziché ubbidire citando il protagonista del racconto di Kleist: «Non intendo rimanere in un paese dove non si vogliono salvaguardare i miei diritti. Se mi si deve calpestare, preferisco essere un cane piuttosto che un uomo».
Il romanzo Ragtime dello scrittore statunitense Edgar L. Doctorow ricalca nella sua vicenda principale buona parte della storia di Kleist, richiamandolo anche nel nome del protagonista, Coalhouse Walker. L'esplicito riconoscimento da parte di Doctorow del debito verso il racconto dello scrittore tedesco non bastò ad evitargli critiche riguardo l'eccessiva somiglianza tra le due opere.
Nel 1969 dal romanzo fu tratto un film intitolato La spietata legge del ribelle per la regia di Volker Schlöndorff.
Nel 1989 l'attore e regista teatrale Marco Baliani assieme a Remo Rostagno riadattò la storia in forma di monologo teatrale col titolo Kohlhaas, portandolo poi sul palco in più di un migliaio di repliche. Il monologo è stato successivamente tradotto in spagnolo e portato sulla scena dalla compagnia NadaDeLirios.
Nel romanzo di Alberto Moravia 1934, il protagonista è impegnato nella traduzione di questo racconto.
Nel 1999 il film tv Il prezzo della giustizia fu liberamente ispirato dal romanzo di Kleist.
Nel 2013 fu la volta di una nuova trasposizione cinematografica con lo stesso titolo del racconto originale e Mads Mikkelsen nella parte del ribelle brandeburghese.

## Edizioni
- Heinrich von Kleist, «Michael Kohlhaas». In: Heinrich von Kleist, Erzählungen, Band 1, Berlin: Reimer, 1810
- Enrico de Kleist, Michele Kohlhaas, o Il mercante di cavalli: novella storica, Milano: presso L. Sonzogno, 1836
- Heinrich von Kleist, Il brigante galantuomo; La marchesa di O...;Terremoto nel Cile; traduzione di Giovanna Federici Ajroldi e Bruno Maffi, Collezione Biblioteca Universale Rizzoli 415-416, Milano: Rizzoli, 1952; edizione del 2001 con introduzione di Emilio Bonfatti, ISBN 88-17-16968-4
- Heinrich von Kleist, Michael Kohlhaas con un saggio di Stefan Zweig, a cura di Marina Bistolfi, collana Oscar classici, 1ª ed., Arnoldo Mondadori Editore, agosto 1997, ISBN 88-04-43152-0.